# 艾绪强
艾绪强（1974年—2006年11月24日），河南信阳市兰店乡兰桥村农民。2001年前后，由于婚姻失败，艾绪强离开老家到北京朝阳区打工。2004年底，他开始在老家沙场当铲车司机，但沙场半年之后就因为污染环境而停工，艾绪强应得的工资也没有及时发放，于是他产生了报复社会的心理。2005年9月11日，他在北京王府井大街劫得一辆出租车，出租车司机李文发被其用随身携带的尖刀刺死，随后他驾驶该车沿王府井大街从北向南横冲直撞，先后撞倒9人，其中2人（陈某，殁年53岁；杨某，殁年19岁）被撞身亡，6人受伤。随后车子撞到了电线杆上，他逃到一个商店里被民警抓获。2006年5月30日，北京市第二中级人民法院以抢劫罪、以危险方法危害公共安全罪判处艾绪强死刑，剥夺政治权利终身，并处没收个人全部财产。此外，法院还判处他赔偿7名遇害者家属共计102万元人民币。2006年11月24日，遵照北京市高级人民法院院长签发的执行死刑命令，艾绪强被执行死刑。